# 南風吹けば
『南風吹けば』は、氷川きよしのアルバム。日本コロムビアから2021年6月8日に発売された。

## 概要
初回完全限定スペシャル盤(Aタイプ)と通常盤(Bタイプ)の二種リリース。初回完全限定スペシャル盤には「紫のタンゴ」のPVが収録されたDVD付。
Aタイプ・Bタイプ共に、絵柄別のスペシャルステッカーを封入。
Aタイプ・Bタイプそれぞれ、ジャケット写真及び歌詞ブックレットの写真内容が異なる。

## 収録曲
1. 南風　[4:24]
作詩:かず翼
作曲:水森英夫
編曲:石倉重信
2. そこまで春が…　[4:32]
作詩・作曲:伊藤薫
編曲:若草恵
｢男の絶唱」Bタイプのカップリングとして発売した楽曲
3. 出発　[3:50]
作詩:なかにし礼
作曲:平尾昌晃
編曲:若草恵
「櫻」Aタイプのカップリングとして発売した楽曲
4. 筑後川　[5:09]
作詩:麻こよみ
作曲:水森英夫
編曲:石倉重信
5. みちのく恋女　 [5:23]
作詩:久仁京介
作曲:岡千秋
編曲:石倉重信
6. 澄海岬　[3:53]
作詩:かず翼
作曲:桧原さとし
編曲:石倉重信
7. 五島の船出　[5:00]
作詩:喜多條忠
作曲:宮下健治
編曲:伊戸のりお
8. 明日への道　[4:06]
作詩:いではく
作曲:蔦将包
編曲:伊戸のりお
「ちょいときまぐれ渡り鳥」のAタイプのカップリングとして発売した楽曲
9. 千年先までも　[3:48]
作詩・作曲:レーモンド松屋
編曲:伊平友樹
10. 紫のタンゴ　[4:02]
作詩:湯川れい子
作曲:すぎもとまさと
編曲:野中“まさ”雄一
11. 星空のメモリーズ　 [4:36]
作詩:かず翼
作曲:水森英夫
編曲:石倉重信
12. 大地の子守唄　[5:14]
作詩:朝倉翔
作曲:伊藤薫
編曲:鈴木豪